# Emilis
Emilis ist ein baltischer (litauischer und lettischer) männlicher Vorname, abgeleitet von Emil. Die weibliche Form ist Emilė. 

## Personen
- Emilis Jūlis Melngailis (1874–1954), lettischer Komponist und Musikforscher
- Emilis Pileckis (* 1990), litauischer Schachspieler
- Emilis Šlekys (1951–2012), litauischer Schachspieler und Trainer